# Yvonne Schaloske
Yvonne Carolin Schaloske, född 23 augusti 1951 i Borås, död 1 april 2020 i Sätila distrikt i Marks kommun, var en svensk skådespelare. 
Schaloske utbildade sig från början till mentalskötare och flyttade senare till Göteborg, där hon ägnade sig åt barnteater. Hon var i mitten av 1970-talet medlem i musikgruppen Karlssons Kloster (tillsammans med bland andra Pekka Lunde) som turnerade runt med visprogram. Hon deltog även i Tältprojektet 1977.  Hon övergick därefter senare till skådespeleri och är bland annat känd för rollen som Vera Bengtsson i Rederiet.
I samband med att Rederiet slutade sändas år 2002 lade Schaloske ner skådespelarkarriären då hon ansåg att rollen som Vera Bengtsson gjort så starkt avtryck. Efter detta tog hon arbete som säkerhetskontrollant på Göteborg-Landvetter flygplats samt senare på Nordic Wellness som passinstruktör.

## Filmografi i urval
- 1984 – Taxibilder (TV-serie)
- 1985 – Smugglarkungen
- 1987 – Hästens öga (TV-serie)
- 1988 – Det är långt till New York
- 1990 – Hjälten
- 1990 – Kurt Olsson - filmen om mitt liv som mig själv
- 1991 – Den stora badardagen
- 1991 – Tre kärlekar (TV-serie)
- 1993 – En dag på stranden
- 1993 – Glädjekällan
- 1993 – Mannen på balkongen
- 1993 – Sökarna
- 1994 – Pillertrillaren
- 1994 – År av drömmar (TV-serie)
- 1995 – Jönssonligans största kupp
- 1995 – En nämndemans död (TV-serie)
- 1996–2002 – Rederiet (TV-serie)
- 1996 – Harry & Sonja
- 1997 – Häxkonst och trolldom
- 1999 – Där regnbågen slutar